# تپه کولاژدم کو ۲
تپه کولاژدم کو ۲ مربوط به دوره اشکانیان - دوره ساسانیان است و در شهرستان کوهدشت، بخش طرهان، ۱/۳ کیلومتری جنوب غرب گراب واقع شده و این اثر در تاریخ ۲۸ اسفند ۱۳۸۵ با شمارهٔ ثبت ۱۸۳۱۶ به‌عنوان یکی از آثار ملی ایران به ثبت رسیده است.